# Libran N. Cabactulan

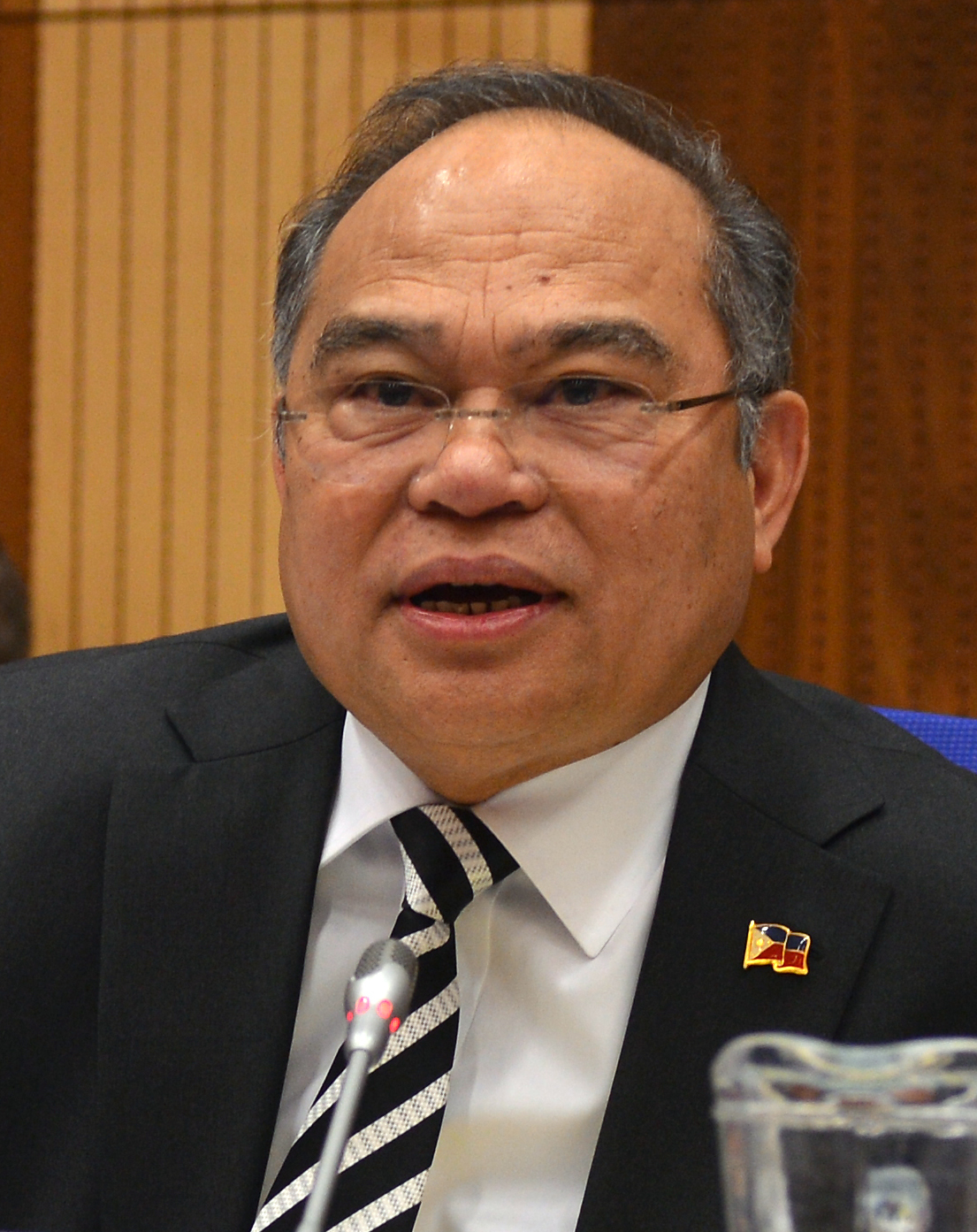
Libran N. Cabactulan, 2012

Libran Nuevas Cabactulan (* 20. Februar 1950 in Sagay, Camiguin) ist ein philippinischer Diplomat, der unter anderem zwischen 2004 und 2009 Botschafter in den Vereinigten Arabischen Emiraten sowie von 2010 bis 2015 Ständiger Vertreter bei den Vereinten Nationen in New York City war.

## Leben
Cabactulan begann nach dem Schulbesuch ein Studium der Politikwissenschaften an der Universität der Philippinen (UP), das er mit einem Bachelor (B. S. Political Science) abschloss. Ein darauf folgendes postgraduales Studium der Politikwissenschaften an der UP beendete er mit einem Master (M. S. Political Science) und erwarb dort ferner ein Zertifikat im Fach Entwicklungswirtschaft. Darüber hinaus erhielt er ein Diplom für Handelspolitik vom Sekretariat des Allgemeinen Zoll- und Handelsabkommens GATT (General Agreements on Tariffs and Trade) in Genf. Nach Abschluss seiner Studien arbeitete er zunächst als Wirtschaftswissenschaftler bei der Nationalen Wirtschafts- und Entwicklungsbehörde NEDA (National Economic and Development Authority) in Manila, ehe er ins Außenministerium (Department of Foreign Affairs) eintrat. Im Laufe seiner diplomatischen Laufbahn war er am Konsulat in Sydney, an der Botschaft in Belgien, an der Ständigen Vertretung bei den Vereinten Nationen in Genf und von 1986 bis 1990 erstmals an der Ständigen Vertretung bei den Vereinten Nationen in New York City tätig. Des Weiteren war er Sonderassistent und Leitender Sonderassistent des Außenministers.
Cabactulan war zwischen 1995 und 2000 abermals an der Ständigen Vertretung bei den UN in New York City und später im Außenministerium Verwaltungsdirektor des Referats für Konsularangelegenheiten sowie Verwaltungsdirektor des Referats für die Vereinten Nationen und andere Internationale Organisationen. Zeitweilig war er Vorsitzender der Gruppe der 77 Entwicklungsländer und der Volksrepublik China bei Verhandlungen über wirtschaftliche und verwandte Angelegenheiten bei der UN-Generalversammlung, beim Wirtschafts- und Sozialrat der Vereinten Nationen, der UN-Kommission für Nachhaltige Entwicklung, bei der UN-Bevölkerungskommission, beim Kinderhilfswerk der Vereinten Nationen UNICEF sowie beim UN-Entwicklungsprogramm.
2004 übernahm er den Posten als Botschafter in den Vereinigten Arabischen Emiraten und bekleidete diese Funktion bis 2009, ehe er im Anschluss Assistierender Staatssekretär für Abrüstung und Nichtverbreitung von Atomwaffen (Assistant Secretary for Disarmament and Non-Proliferation) im Außenministerium war. Am 29. April 2010 übergab er als Nachfolger von Hilario Davide, Jr. sein Akkreditierungsschreiben als Ständiger Vertreter bei den Vereinten Nationen in New York City an UN-Generalsekretär Ban Ki-moon. Er verblieb auf diesem Posten bis zu seiner Ablösung durch Lourdes O. Yparraguirre am 22. April 2015.
Cabactulan ist verheiratet und Vater zweier Kinder.